# Masato Yokota
Masato Yokota (jap. 横田 真人, Yokota Masato; * 19. November 1987 in Minato, Tokio) ist ein ehemaliger japanischer Mittelstreckenläufer, der sich auf den 800-Meter-Lauf spezialisiert hatte. Seit seinem Karriereende ist Yokota als Trainer tätig.

## Sportliche Laufbahn
Erste internationale Erfahrungen sammelte Masato Yokota im Jahr 2006, als er bei den Juniorenasienmeisterschaften in Macau in 1:51,34 min die Goldmedaille im 800-Meter-Lauf gewann und auch mit der japanischen 4-mal-400-Meter-Staffel in 3:10,09 min die Goldmedaille gewann. Anschließend erreichte er bei den Juniorenweltmeisterschaften in Peking das Halbfinale und schied dort mit 1:48,98 min aus und trug in der Staffel zum Finaleinzug bei. Im Jahr darauf schied er bei den Asienmeisterschaften in Amman mit 1:52,23 min in der ersten Runde aus und scheiterte daraufhin auch bei den Weltmeisterschaften in Osaka mit 1:47,16 min im Vorlauf. 2008 gewann er bei den Hallenasienmeisterschaften in Doha in 1:49,30 min die Bronzemedaille hinter dem Bahrainer Yusuf Saad Kamel und Ehsan Mohajer Shojaei aus Iran. 2009 nahm er an der Sommer-Universiade in Belgrad teil und wurde dort in 1:48,08 min Vierter und erreichte anschließend bei den Asienmeisterschaften in Guangzhou in 1:50,35 min Rang fünf. Im Jahr darauf gewann er bei den Hallenasienmeisterschaften in Teheran in 1:54,71 min erneut die Bronzemedaille, diesmal hinter dem Kuwaiter Mohammad al-Azemi und Musaeb Abdulrahman Balla aus Katar. Im November nahm er erstmals an den Asienspielen in Guangzhou teil und erreichte dort nach 1:46,48 min Rang vier.
2011 belegte er bei den Asienmeisterschaften in Kōbe in 1:47,05 min den vierten Platz und schied anschließend bei den Weltmeisterschaften in Daegu mit 1:47,60 min im Vorlauf aus. Im Jahr darauf qualifizierte er sich für die Teilnahme an den Olympischen Spielen in London und scheiterte dort mit 1:48,48 min in der ersten Runde. 2013 erreichte er dann bei den Asienmeisterschaften in Pune nach 1:51,13 min Rang sieben.
Nach drei Jahren ohne internationale Einsätze beendete Yokota nach der Saison 2016 seine aktive Karriere. Danach begann er als Trainer zu arbeiten, zunächst beim von ihm 2017 gegründeten Nike Tokyo TC und ab 2020 im Nachfolgeteam TwoLaps TC. Unter anderem coacht er dort Hitomi Niiya.
In den Jahren 2006 und 2007 sowie von 2009 bis 2012 wurde Yokota japanischer Meister im 800-Meter-Lauf.

## Persönliche Bestleistungen
- 800 Meter: 1:46,16 min, 18. Oktober 2009 in Yokohama
  - 800 Meter (Halle): 1:49,30 min, 16. Februar 2008 in Doha